# Echinocereus coccineus
Echinocereus coccineus — рослина з роду ехіноцереус родини кактусових.

## Зовнішній вигляд
Рослина активно галузиться, утворюючи великі колонії до 200 пагонів. Стебла темно-зелені, від 8 см до 40 см заввишки, 5 см в діаметрі. Ребра: від 8 до 11.
Колючки: зазвичай важко відрізнити радіальні від центральних; центральних — 0-4 , до 7,5 см завдовжки, 5-20 радіальних.
Колючки жовтуваті і з часом світлішають.
Колір квітів варіюється від світло помаранчевого, червоного, до рожевого і малинового, з округлими пелюстками, завдовжки 80 мм і завширшки 30 мм відповідно, маточка з 7 або 8 частин.
Цвітіння: пік цвітіння йде з кінця квітня по червень у дорослин рослин. Плоди формуються і дозрівають протягом 2-3 місяців після цвітіння.
Через яскраві квіти цей кактус називають «Крюшоном Гарні» (англ. «Gurne's claret-cup»).

## Ареал
США (Аризона, Колорадо, Нью-Мексико, Техас), Мексика (Сонора, Коауїла, Чіуауа).

## Різновиди
- Echinocereus coccineus var. paucispinus
- Echinocereus coccineus var. roemeri